# Liste der Naturschutzgebiete im Saale-Orla-Kreis
Im Thüringer Saale-Orla-Kreis gibt es 15 Naturschutzgebiete.
| Name des Gebietes                 | Bild           | Kennung | WDPA   | Landkreis / Stadt                               | Beschreibung / Bemerkungen | Standort | Fläche in Hektar | Datum der Verordnung |
| --------------------------------- | -------------- | ------- | ------ | ----------------------------------------------- | -------------------------- | -------- | ---------------- | -------------------- |
| Alpensteig                        |                | 170     | 162071 | Saale-Orla-Kreis                                |                            | Position | 16,4             | 1981                 |
| Bleiberg                          | weitere Bilder | 171     | 162451 | Saale-Orla-Kreis                                |                            | Position | 12,8             | 1981                 |
| Buchenberg bei Krölpa             |                | 275     | 162606 | Saale-Orla-Kreis                                |                            | Position | 20,1             | 1996                 |
| Dreba-Plothener Teichgebiet       |                | 163     | 162794 | Saale-Orla-Kreis                                |                            | Position | 1094,7           | 1967                 |
| Frießnitzer See – Struth          |                | 345     | 163156 | Landkreis Greiz, Saale-Orla-Kreis               |                            | Position | 355              | 1995                 |
| Heinrichstein                     |                | 169     | 163612 | Saale-Orla-Kreis                                |                            | Position | 19,6             | 1981                 |
| Jägersruh-Gemäßgrund-Mulschwitzen |                | 283     | 163936 | Saale-Orla-Kreis                                |                            | Position | 1348,2           | 1961                 |
| Kobersfelsen                      | weitere Bilder | 181     | 164172 | Saale-Orla-Kreis                                |                            | Position | 6                | 1989                 |
| Kulm                              |                | 167     | 164295 | Saale-Orla-Kreis                                |                            | Position | 14,1             | 1961                 |
| Mittelgrund                       | weitere Bilder | 292     | 318789 | Saale-Orla-Kreis                                |                            | Position | 263              | 1997                 |
| Pinsenberg                        |                | 178     | 165005 | Saale-Orla-Kreis                                |                            | Position | 11,6             | 1989                 |
| Uhlstädter Heide                  | weitere Bilder | 176     | 14502  | Landkreis Saalfeld-Rudolstadt, Saale-Orla-Kreis |                            | Position | 1153,5           | 1981                 |
| Weißacker                         |                | 276     | 319306 | Saale-Orla-Kreis                                |                            | Position | 229,9            | 1999                 |
| Wettera                           |                | 288     | 319325 | Saale-Orla-Kreis                                |                            | Position | 93,9             | 2003                 |
| Ziegenholz                        |                | 168     | 166418 | Saale-Orla-Kreis                                |                            | Position | 10,3             | 1981                 |